# Селим ибн Султан
Селим бин Султан (примерно 11 сентября 1790, Оман — 1821, Маскат) — губернатор Бахрейна (1802—1804), султан Омана из династии Аль Саид (1804—1806), правил вместе со своим братом Саидом бин Султаном.

## Биография
Селим ибн Султан был старшим сыном Султана ибн Ахмеда (1755—1804), который правил Оманом с 1792 по 1804 год. Султан ибн Ахмед умер в 1804 году во время экспедиции в Басру. Он назначил Мухаммеда ибн Насира ибн Мухаммеда аль-Джабри регентом и опекуном своих двух старших сыновей, Селима ибн Султана и Саида ибн Султана. Их дядя и брат покойного султана Кайс бин Ахмед (? — 1808), губернатор Сухара, решил попытаться захватить власть. В начале 1805 года Кайс и его брат Мухаммед двинулись на юг вдоль побережья к Матраху, который он легко захватил. Затем Кайс начал осаду Маската. Мухаммед бин Насир пытался подкупить Кайса, чтобы тот снял осаду и отступил, но безуспешно.
Мухаммед бин Насир обратился за помощью к Бадру бин Сайфу, внуку первого оманского имама Ахмеда бин Саида, основателя династии Аль Саид. После ряда сражений Кайс бин Ахмед был вынужден удалиться в Сухар. Бадр бин Сайф стал эффективным правителем. В союзе с ваххабитами Бадр бин Сайф становился все более непопулярным. Чтобы избавиться от своих подопечных, Бадр бин Сайф назначил Селима бин Султана губернатором Аль-Масны на побережье Эль-Батины, а Саида бин Султана — губернатором Барки. В 1816 году Саид бин Султан заманил Бадра бин Сайфа в Барку и убил его неподалеку. Саид бин Султан был провозглашен правителем Омана.
Саид ибн Султан стал единоличным правителем, по-видимому, с согласия своего брата. Их тётка, дочь имама Ахмеда бин Саида Аль-Бусаиди, похоже, повлияла на это решение. Примерно в конце мая 1810 года Селим ибн Султан был послан с миссией в Персию, чтобы просить помощи в борьбе с ваххабитами на севере Омана.
Селим бин Султан скончался в Маскате 4 апреля 1821 года. У селима было несколько жен, в том числе женщина из семьи муллы Хасана ибн Мухаммеда из клана Бану Муин из Кишма. У него было трое сыновей и одна дочь:
- Мухаммед бин Селим Аль-Бусайди (1801, Маскат — 26 июля 1869, Занзибар), вакил Занзибара (1829—1832) и Маската (1837—1842), имел 12 детей
- Хамад бин Селим аль-Бусайди (1818 — ?), губернатор Масны (1854), поднял восстание против султана Селима бин Тувайни в 1868 году. У него было шесть сыновей и две дочери.
- Серхан бин Селим Аль-Бусайди (? — ?), у него был один сын
- Галия бинт Селим Аль-Бусайди (? — ?), муж — Тувайни бин Саид (1821—1866), султан Маската и Омана (1856—1866).